# علم حشرات المنتج المخزن بالبيت
علم حشرات المنتج المخزن بالبيت أكثر ما يستخدم في الدعاوي لتلوث أو فساد الغذاء بسبب الحشرات، وعادة في المخازن التجارية.على الرغم من أن تلوث المواد المخزنة غير مألوف، إلا أن هذا الفرع من علم الحشرات العدلي هام جداً، حيث أنه يهتم بكل قضايا إيجاد الحشرات التي قد تلوث الأغذية. وظيفة علم حشرات المنتجات المخزنة هي الكشف ما إذا كان المنتج قد تلوث بالحشرات قبل أن يشحن، ثم اشتريت من المستهلك وهل يجب اتخاذ إجراء قانوني ضد المنتج أم لا.هذه الحالة منتشرة جداً، حتى أن شركات الأغذية الكبيرة توظف عالم حشرات عدلي حتى يساعد في اتخاذ الإجراءات المناسبة عند الكشف عن منتج ملوث أو فاسد. وتطلب جمعية الأدوية والأغذية الأمريكية (FDA) من شركات الأغذية ألّا تحتوي منتجاتها إلا عدد محدد من أجزاء يرقات الحشرات، وذلك عندما يتجاوز مستوى الكشف قدرة المستهلك. بسبب العدد الكبير للدعاوي بأيجاد حشرات في الغذاء، فعالم حشرات المنتجات المخزنة هام جداً لسلامة الشركة، وسلامة المستهلك. المخازن لها موظفون خاصون بها لاتخاذ الإجراء السريع المناسب لحالة تلوث غذاء، حيث أن الأشخاص لا يقصدون رفع الدعاوي على الشركات بقدر العناية بصحتهم وصحة عائلاتهم. خمسة أنواع لحشرات المؤن في المنزل هي الأكثر أيجاداً وهي: خنفساء الطحين الحمراء، خنفساء الأدوية، خنفساء الحبوب، عثّة الطحين الهندية، ذباب الفواكه. علم الحشرات للمنتجات المخزنة يتضمن أنواع أخرى من الحشرات لكن تلك الأنواع الخمسة هي الأكثر أيجاداً في المنازل أو بيت المؤن. هناك الآلاف من الأنواع الأخرى التي تضر بمناطق أخرى مثل سوس الفاكهة، لكن المقالة تتحدث عن تلك الأنواع فقط.

## الأنواع الخمسة الرئيسية لحشرات المنتجات المخزنة

### خنفساء الطحين
هناك نوعين من الخنفساء تصنف على أنها خنفساء الطحين:خنفساء الطحين الحمراء، وخنفساء الطحين الفوضوية.
النوعين متشابهين بالصفات الفيزيائية. فهي عريضة وبيضوية الشكل طولها حوالي 1/8 انش.هيكلها الخارجي بني محمرّ ذات ملمس ناعم ولامع. يرقة البيض ووالحشرة الخادرة تماثل الأنواع الأخرى بالصفات الفيزيائية أيضاً. فهي صغيرة بالحجم وعليها غطاء لزج يلتصق به الغذاء. اليرقة لها 6 أرجل ونتوئين مسننين من جهة الذيل. أخيراً المرحلة الخامدة (تمزق الشرنقة نفسها وتظهر كحشرة بالغة) هي عادة بلون أبيض بني. دورة حياة الخنفساء تدوم 3 سنوات أو أكثر، ومرحلة اليرقة تدوم بين 20 إلى 100 يوم، أما مرحلة الخمود تمتد ل 8 أيام.
تتكاثر هذه الخنفساء في البذور التالفة، بذور التربة، النواة شديدة الرطوبة وفي القمح. تستطيع أنثى الخنفساء ان تضع أكثر من 400 بيضة خلال حياتها (مدة 5 إلى 8 أشهر). عادة تغزو خنفساء القمح البذور التي تتضمن: الحبوب، الشوفان، الذرة، الأرز، الطحين والرقائق. هذا النوع من الحشرات هو الأكثر غزارة في طاحونات القمح في الولايات المتحدة. حجمها الصغير يساعدها في الدخول من أصغر الثقوب والشقوق والدخول للمنازل أو أماكن أخرى. وحالما تتواجد في منطقة فيها غذاء مناسب لها تدخل إليه مثل الطحين فتجعله ذو رائحة لاذعة أو طعم متعفن. الخنفساء الحمراء تطير لمسافة قصيرة أما الخنفساء الفوضوية لا تطير أبداً وهي توجد بكثرة في شمال الولايات الأمريكية، بالمقابل الخنفساء الحمراء توجد في الجنوب حيث المناخ أكثر دفئاً.
تعتبر الخنفسة الحمراء أفضل الأحياء لدراسة خصائصها الموروثة. حصل البروفيسوران سوزان براون وروب دينيل في جامعة كنساس مع ريتشارد بيمان، على دعم مادي للحصول على السلسلة الوراثية للخنفساء الحمراء، واعتبروها واحدة من السلاسل الوراثية حديثة الاكتشاف. تم رصد المبلغ من قبل قسم الولايات المتحدة للزراعة وكذلك منظمة الصحة العالمية، وكانت السلسلة الوراثية كمبادرة من ستيفن ريتشاردز في مركز السلاسل الوراثية البشرية.
معلومات الخريطة الجينية للخنفساء الحمراء والسلسلة الوراثية متاحة في المركز الوطني للتقنية البيولوجية. معلومات أكثر نشرت في طبيعة27-03-2008.

### خنفساء متجر الأدوية

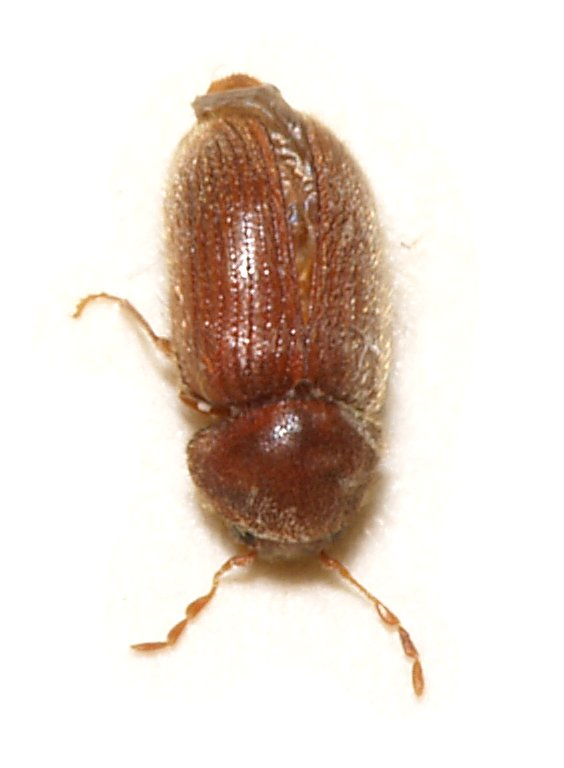
خنفساء متجر الأدوية

خنفساء البسكويت قريبة ومرتبطة بخنفساء السجائر. خنفساء متجر الادوية البالغة شكلها اسطواني بأبعاد تتراوح بين 2.25 و 3.5 مم. هيكلها الخارجي بلون بني محمرّ. ولها أجنحة مقوّاة (elytra, sclerotized) تطوى على جوفها أماماً وتصعد عالياً من الخلف، سامحاً بذلك للأجنحة الخلفية بالظهور للطيران. وجود هذه الظهور المخطط يساعد عل تمييز خنفسا الادوية عن الأنواع الأخرى، خنفساء السجائر مثلاً. تضع الانثى 75 بيضة خلال حياتها. تنتقل بعدها البيضات إلى مرحلة الخمود تمتد بين 4 إلى 20 أسبوعاً. بعدها تتحول إلى شرنقة ويرقة. عملية التحول إلى يرقة تاخد 12-18 يوم. دورة الحياة الكاملة تاخذ شهرين لكن يمكن أن تطول إلى 7 أشهر. الأنثى البالغة لها فترة حياة بين 13 إلى 65 يوم. هذه الحشرات ممكن أن تغزو أي شيء متاح في المكان الذي تتواجد فيه. غزو منتجات الغذاء يشمل: الطحين، الخلائط الجافة، المخبوزات، البسكويت وأنواع أخرى. أما المواد الغير غذائية تشمل: خشب، شعر، الجلد ونماذج المتاحف. هذا النوع الخاص من الخنفساء ينتج خمائر تكافلية التي بدورها تنتج الفيتامين ب، الذ يساعد الخنفساء على العيش في مكان فقير بالأغذية المغذّية. تتواجد في المناطق الدافئة المناخ، لكنها قليلة التواجد في المدار الاستوائي كتواجد نظيرتها خنفساء السجائر.

### خنفساء الحبوب بأسنان منشارية

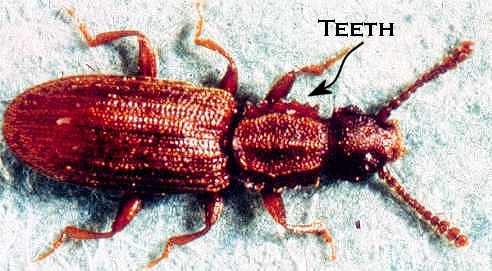
خنفساء الحبوب بأسنان منشارية

وهي قريبة لخنفساء كتاجر الحبوب، وتوجد بشكل كامل في خزن المطبخ وتتغذى على مواد مثل الحبوب، الأطعمة الإفطار، الفواكه المجففة، المعكرونة، البسكويت وغيرها. وهي نشيطة جداً وسريعة الانتشار للبحث عن الطعام. هي حشرات صغيرة، تصل تقريباً إلى 1/8 من الإنش. اشتق اسمها من أسنانها المنشارية المميزة لها، وتظهر كنتوءات على جانبي القفص الصدري. شكل جسمها عريض، اسطواني وبنية اللون. حجم وشكل الفك السفلي لهذه الخنفساء يساعدها على اختراق الغذاء المحكم الإغلاق والمغلف جيداً. الأنثى البالغة يمكنها أن تضع بين 45 إلى 250 بيضة في أي مكان، التي تفقس خلال 3 إلى 17 يوماً. اليرقة أكثر اختلافاً من الناضجة البالغة. رأسها بني وجسمها مصفر. مدة اليرقنة تمتد على 10 أسابيع لكن ممكن أن تكون أسبوعين فقط. بعد طور اليرقة تأتي مرحلة الخمود التي تستمر من أسبوع إلى 3 أسابيع. وتتميز هذه المرحلة بقيام الخنفساء بعملية تجميع قطع الطعام بجانب بعضها وتحيطها بأجسامها. الخنفساء البالغة، في الظروف المثالية، تعيش حتى 4 سنوات، وهي تعتبر دورة حياة مفصليات الأرجل طويلة.

### عثّة الطحين الهندية

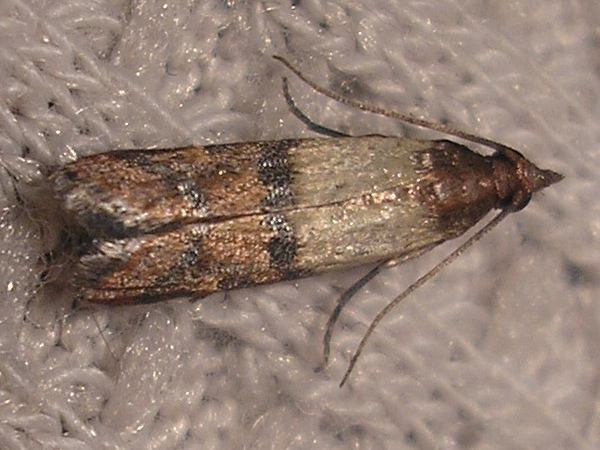
عثة الطحين الهندية

تغزو هذه العثّة مختلف الاغذية التي توجد في غرفة المونة. الحبوب الخشنة، حبوب الإفطار، الفواكه المجففة والأعشاب الطبية هي الأكثر غزواً من قبلها. وكذلك توجد في أغذية الحيوانات مثل غذاء الكلب المجفف، وحتى في البذور المجففة. العثّة البالغة تكون صغيرة، وبشكل عام تصل إلى 3/8 من الإنش، مع 5/8 انش من الأجنحة الممتدة.
وتتميز بلون ضارب إلى الرمادي يغطيها، ومظهر عام متسخ. أجنحتها بلون برونزي يميزها عن أنواع العث الأخرى التي تتواجد في المنازل. البالغة منها لها نموذج بأجنحة متميز أيضاً. يتألف النموذج من أساس بلون مضيء مع 2/3 من القسم الوحشي بلون احمر نحاسي.
مرحلة اليرقة أو اليسروع، توصف بأنها تكون بلون ضارب للقرنفلي أو أخضر مصفرّ مع رأس بلون بني غامق. تمتد مرحلة اليرقة حسب توفر مصدر الغذاء.وبعدها تبحث عن منطقة آمنة لتدخل في المرحلة الخامدة. هذه اليرقانات لديها القدرة على قضم البلاستيك حتى، وتقوم بإفراز خيوط من الحرير تحيط بها. في مرحلة الخمود تبدو كشرنقات صغيرة معلقة في السقف، وتوجد أيضاً هذه الشرنقات على الحائط وفي أماكن توفر الطعام. تضع الأنثى حوالي 200 بيضة وتموت بعد هذه العملية لأنها لا تأكل بعدها.

### ذباب الفواكه

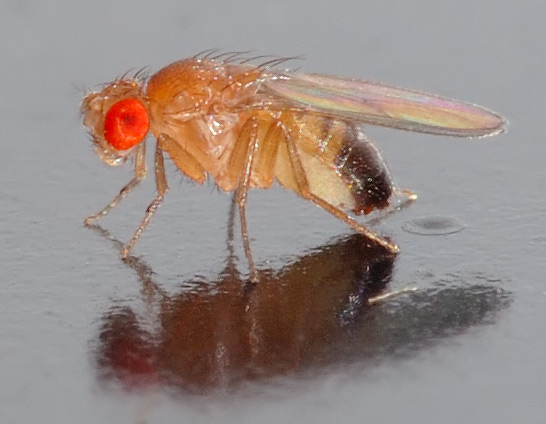
ذبابة الفواكه

تنجذب ذبابة الفواكه على الفواكه والخضراوات التي نضجت جيداً عادة في المطابخ، لكنها تتكاثر في مصارف القمامة، الزجاجات الفارغة والأكواب، مماسح التنظيف الرطبة أو المبلولة. وللتكاثر فقط تحتاج إلى غطاء من مادة رطبة ندية.
الغزو يكون لفواكه وخضار نضجت بشكل زائد فتم غزوها، ثم نقلت إلى البيت أو أنه تم اكتمال نضجها بالبيت أصلاً.
وبما أن هذه الذبابة لها القدرة على الطيران والدخول من الأبواب والشبابيك التي عليها أغطية مغربلة، فلا يمكن الحكم بالتاكيد أن الفواكه تعرضت للتلوث قبل وصولها إلى البيت. اليرقات تشاهد داخل طبقات الفاكهة، مباشرة تحت القشرة. إذا أزيلت هذه الطبقة مع القشرة يتم إنقاذ الفاكهة. المشكلة ليست فقط في تضرر الفاكهة لكن في الجراثيم والبكتيريا المسببة للأمراض التي تنقلها الذبابة إلى الفاكهة.

## الكشف عن الغزو
العناية والانتباه ضروريان عند الكشف عن الحشرات المتهمة بالغزو. كل من الأنواع الخمسة المذكورة من الحشرات لها نموذج تخريب خاص. هذه الملاحظات شديدة الأهمية، فلا توجد دائماً يرقات أو حشرات بالغة متوفرة لاجراء الاختبارات والتعرف عليها. ففي غياب العينات المادية، حيث يكون من المحير تحديد نوع الحشرة التي أحدثت التخريب في المنتج الغذائي. بملاحظة التخريب على الغذاء ونوع الغذاء المخرب، يمكن تحديد نوع الحشرة تقريباً التي أحدثت التخريب، يمكن بعدها تخمين نوع التحكم المطلوب. اما وجود عينات من الحشرة يساعد في إبادتها وربما الوقاية منها.
الأغذية التي يتم غزوها عادة هي:

المواد الأخرى ممكن أن تكون: طعام الحيوانات المجفف، بذور الطيور، بذور الأعشاب، مسحوق الغسيل، الأزهار المجففة،مجففات، البقوليات المجففة مثل الفاصولياء ومنتجات التبغ.
في غياب العينة المادية خاصة أول ما تجب ملاحظته عند حدوث غزو هو نوع الغذاء لنستطيع تحديد نوع الحشرة، ومن ثم الإجراء المناسب لإبادتها. على الرغم من انها ليست الطريقة الدقيقة في كل الحالات. لكنها تستخدم كمؤشر، لاحتمال كون النوع المطلوب قريب لنوع ما وبعيد عن آخر. وليس من الضروري ان يكون نوع الطعام دليلاً على نوع الحشرة نفالحشرات انتقائية وتتواجد العديد من أنواعها منتشرة في مناطق واسعة مختلفة وفي أصناف متنوعة من الاغذية. ملاحظة نوع التخريب المحدث هي الخطوة التالية. فحشرة الأدوية تخلف ثقوباً صغيرة جداً في المنطقو أو المنتج الذي تغزوه، بينما عثة الطحين الهندية مشهورة بالشبكة التي تشبه شبكة العنكبوت والتي تخلفها ورائها في الغذاء الذي تغزوه.وبذلك يتم اتخاذ قرار شبه أكيد بنوع الحشرة المسببة للخراب، لكن من الواضح أن القرار الأكثر دقّة هو الذي يبنى عل عينات للحشرة من المنتج أو من المنطقي المجاورة له. عادة فإن اليرقة، الشرنقة والبالغة من الحشرات ممكن أن توجد في الغذاء المتضرر أما في المنطقة المجاورة له فلا يتواجد إلا الشرنقة أو البالغة. وحتى يملك كل فرد معلومات كافية عن علم الحشرات بما يحتاجه سيتم شرح العلامات الأساسية التي تدل على كل نوع من الأنواع الخمسة المذكورة.

### الكشف عن خنفساء الطحين الحمراء
تتشابه بعاداتها وطريقة تخريبها مع خنفساء الأسنان المنشارية. وتحدث ضرراً كبيراً بالطحين أو الحبوب الأخرى التي تصل إليها. تنجذب عادة للطحين العالي الرطوبة، وتصبغه بلون ضارب على رمادي. ويمكنها أيضاً أن تسبب رائحة كريهة تنتقل إلى الطعم في المنتج المغزو، وتشجع بذلك على تشكّل العفن. العفن والرائحة تسببه الفرمونات ومركبات الكينيون السامة.

### الكشف عن خنفساء الأسنان المنشارية
تتغذى هذه الخنفساء على أنواع كثية من الاغذية لكنها لا تستطيع تخريب الحبوب السليمة ولا الثقوب. لذلك عادة تتواجد في الحبوب بعد معالجتها مثل الطحين والنشاء، طعام الكلب المجفف، الفواكه المجففة التبغ، الأدوية، الحلويات، اللحوم المجففة ومنتجات أخرى مختلفة. توجد اليرقة في الطحين والأغذية المجففة والمخزنة.

### الكشف عن خنفساء الأدوية
هذه الحشرات تكاد تغزو كل شيء لكن الأماكن الأكثر تواجداً لها هي: الطحين، الخبز، البهارات، أغذية الإفطار وفي النشاء. المنتج الفاسد تظهر عليه أنفاق مشيرة إلى حدوث غزو حيث تظهر على شكل ثقوب. وهل لا تعض أو تلدغ ولا تؤذي الحيوانات أو المنازل، لكن في الغزو الواسع هناك احتمال أن أن تكون مزعجة بطيرانها أمام النافذة أو الباب بأعداد كبيرة.

### الكشف عن خنفساء الطحين الهندية
تغزو هذه الخنفساء الحبوب المخزنة وحبوب الإفطار والسطح الظاهر من الذرة المغلفة. الإشارة الأكثر وضوحاً لوجودها هي الشبكة الحريرية التي تنتجها اليرقة عندما تتغذى على أسطح المنتجات. تشبه هذه الشبكة بيت العنكبوت لكنها أكثر رقة لانها من الحرير. والقليل من اليرقات توجد بجانب الشبكات في المنتجات المتلفة وبقايا الجلد وبقايا أغذية. اليرقات على شكل ديدان بيضاء برأس أسود، وعندما تتهيأ لتنتقل إلى مرحلة الخمود تزحف على حائط المنزل وتتوقف قبل السقف بقليل على خيط حريري واحد. تظهر الشكاوى من وجود هذه العثة في الفترات الدافئة من السنة بين شهري تموز وآب، لكنها تستطيع التواجد في أي شهر. وكما هو الحال مع كل الحشرات فمن الصعب الجزم بتلوث الغذاء قبل وصوله إلى المنزل أو بعد، حيث أن هذه العثّة معروفة بقدرتها على السفر متطفلة داخل منتج ما ثم بعد فترة تخرج منه طائرة عبر النوافذ والأبواب. لكن النقطة الهامة بالنسبة لها أن اليرقة فقط هي من تتغذى على الأغذية أما البالغة منها لا تقوم بالأكل أبداً.

### الكشف عن ذبابة الفاكهة
تنجذب هذه الذبابة إلى الخضر والفواكه الناضجة في المطبخ، لكنها تتكاثر في النفايات الزجاجات الفارغة، الأواني، لالمماسح الرطبة أو المبلولة. فهي تحتاج إلى مكان رطب فقط لتتكاثر. قد يحدث الغزو قبل أو بعد إحضارها إلى المنزل لا يمكن تحديد أيهما حدث قبل الآخر لقدرة هذه الذبابة على التنقل والطيران. تتواجد يرقاتها في الطبقة المباشرة تحت القشرة إذا أزيلت هذه الطبقة تصبح الفاكهة قابلة للأكل من جديد، لكن هناك خطر الإصابة بالأمراض بسبب البكتريا التي قد تنقلها هذه الذبابة.

## قوانين إدارة الأغذية والأدوية
أصبح مستوى الكشف من مهمات واهتمامات المنظمة الغذائية منذ قرن تقريباً. أول مستوى للكشف تم وضعه في عام 1911 لعفن لب البندورة. الحدود المسموحة من يرقات الحشرات لم تحدد حتى عام 1920 على مختلف أنواع الفواكه والخضار. عام 1938 بدأ العمل ب قانون الأغذية والأدوية الفيدرالي ليتيح قاعدة أوسع من المرجعية في الحدود والطرق.
العديد من الشركات الكبرى اضطرت لإنفاق الكثير من اموالها لتجنب تلوث الأغذية. وذلك كله لحماية الغذاء من التلوث على الرغم من أن هناك «عيوب أخرى» كثيرة ممكن ان تصيب وجبات الطعام اليومية للمستهلكين. صرحت إدارة الأغذية والأدوية «من الضروري والاقتصادي زراعة، تحصيل ومعالجة المنتجات الصافية الخالية من الأخطار والأضرار حيث تكون الأضرار الغير ممكن تجنبها طبيعية» 
الأجراءات العامة التي كانت تقوم بها الشركات كانت باستخدام كميات أكبر من المواد الكيميائية والمبيدات الحشرية للسيطرة على هذه المشكلة. لكن هذه المواد مضرة بصحة الإنسان لذلك يجب الحذر أكثر عند الحاجة للتخلص من الحشرات والقوارض. مستويات التضرر في الاغذية كما حددتها FDA هي قائمة من المراسيم والإرشادات للمصانع ووكالات الأغذية الواجب عليهم الالتزام بها لضمان سلامة المنتجات الغذائية. ولاستحالة تجنب كل أنواع الأضرار التي ممكن أن تصيب المنتجات الغذائية فإن هذه الإرشادات تضمن على الأقل عدم وصول هذه الأخطار على الصحّة إلى مستويات شديدة الخطورة. لذلك فإن المصانع والشركات مطالبة بأقل عدد من يرقات الحشرات وشعر القوارض حتى يبقى المنتج الغذائي «آمن» للاستهلاك البشري.
فيما يلي بعض الأمثلة المأخوذة من دفتر مستويات الكشف لFDA نسخة محفوظة 18 ديسمبر 2006 على موقع واي باك مشين. :
التفاح الزبدة
التعفن
(AOAC
975.51)
 12% أو أكثر

نتانة القوارض 
(AOAC
945.76)
4أو أكثر من شعر القوارض في 100 غرام من زبد التفاح

الحشرات
(AOAC
945.76)
 5 حشرات كاملة أو أكثر لاتحسب الاعشاش، اليرقات، وهياكل الحشرات في كل 100 غرام من زبد التفاح

| الشوكولا وشراب الشوكولا | نتانة الحشرات (AOAC 965.38) | 60 أو أكثر من أجزراء الحشرات في 100 غرام عندما يفحص 6-100 من عينات الحشرات أو أن العينة الواحدة ممكن أن تحتوي 90 أو أكثر من أجزاء الحشرات |
|                         | نتانة القوارض (AOAC 965.38) | شعرة أو أكثر من القوارض في كل 100 غرام أو أن العينة الواحدة تحتوي 3 أو أكثر من شعر القوارض                                                |
|                         | القشر (AOAC 968.10-970.23)  | مشروب الشوكولا يجب أن تكون القشرة لاتحوي على أكثر من 2% من مادة قلوية                                                                     |

| عصائر الحمضيات والفواكه، </tdالمعلّبة> | عفن (AOAC 970.75)             | 10% أو أكثر                                            |
|                                       | الحشرات وبيوضها (AOAC 970.72) | 5أو أكثر من البيوض في 250 مل أو يرقة أو أكثر في 250 مل |

| طحين الذرة | الحشرات (AOAC 981.19)       | حشرة كاملة أو أكثر في 50 غرام (                              |
|            | نتانة الحشرات (AOAC 981.19) | 25 أو أكثر من أجزاء الحشرات في 25 غرام                       |
|            | نتانة القوارض (AOAC 981.19) | شعرة أو أكثر من القوارض في 25 غرام أو جزء من قارض في 50 غرام |

| زبدة الفستق | نتانة حشرات (AOAC 968.35)   | 30 جزء من الحشرات في 100 غرام                                      |
|             | نتانة القوارض (AOAC 968.35) | شعرة أو أكثر في كل 100 غرام                                        |
|             | خشونة (AOAC 968.35)         | الرواسب الغير عضوية الغير قابلة للانحلال بالماء 25 ملغ في 100 غرام |

| الفلفل المطحون | نتانة الحشرات (AOAC 972.40) | 475 جزء من الحشرات في 50 غرام |
|                | نتانة القوارض (AOAC 972.40) | شعرتين أو أكثر في 50 غرام     |

| القمح | ضرر الحشرات (MPM-V15)   | كل 100 غرام مسموح أن يكون فيها 32 حبة مخربة أو أكثر |
|       | نتانة القوارض (MPM-V15) | 9 ملغ من بقايا القوارض في كل كيلوغرام               |

| طحين القمح | نتانة الحشرات (AOAC 972.32) | 75 أو أكثر من أجزاء الحشرات في 50 غرام |
|            | نتانة القوارض (AOAC 972.32) | شعرة واحدة لكل 50 غرام                 |

## الوقاية والإبادة

### الوقاية
للوقاية من «وباء غرفة المؤن» وفساد المنتجات الغذائية المخزنة، يجب إجراء تفتيش معمق في السوبر ماركت أو أماكن الشراء. ويجب الانتباه إلى تاريخ انتهاء الصلاحيّة، حيث أن المنتجات التي تنتظر لوقت طويل على الرفوف هي الأكثر عرضة للتخريب. وهذا لا يستثني حتى الغذاء الطازج من احتمالية تلوثه. الطرود يجب أن تفتش جيداً بحثاً عن الثقوب التي تدل على وجو الحشرات. المنتجات السريعة التعرض للغزو هي : الحبوب المجففة، الطحين، حبوب الإفطار، ومنتجات الحبوب الكاملة. إذا كان هنك شك بوجود الحشرات المنتج يجب ألا يباع. ويتم تنبيه المخزن بذلك حتى يتم الوقاية من انتشارها. لكل مخزن خطة خاصة به للوقاية. أما بالمنزل فاستخدام الأوعية المحكمة لمنتجات الحبوب يحمي من حدوث غزو أو انتشاره من منتج لآخر. تستطيع الحشرات اختراق البلاستيك، ورق القصدير، الكرتون أو أنواغ الأغلفة المستخدمة للمنتجات لبيعها. لذلك فإن استخدام الأوعية المصنوعة من الزجاج الثقيل أو البلاستيك الثقيل يؤمن الحماية للمنتجات من الحشرات. وكذلك استخدام المنتجات الأقدم أولاً وشراء الطحين ومنتجات الحبوب بكميات قليلة حتى تستهلك بسرعة فلا تخزن لوقت طويل حسب كبر العائلة وحاجاتها، وهذا يقلل احتمال غزوها من الحشرات. أما للوقاية من ذباب الفاكهة هناك طرق أخرى متبعة. أول طريقة هو التخفيف من المصادر المرغوبة من قبل الذباب، حيث من الأفضل أكل المنتجات الناضجة كثيراً مباشرة أو وضعها في الثلاجة. والمنطقة التي تصاب من الفاكهة أو الخضر يجب نزعها حتى لا تنتشر. يجب الحذر والانتباه جيداً حتى لا يتم نسيان أو تجاهل يسبب تكاثر الحشرات وانتشارها، وتنظيف دائم لغرفة المؤن.فلصغر حجمها تستطيع ذبابة الفاكهة أن تتكاثر في أي وعاء أو غطاء. لذلك يجب التأكد أن كل الزجاجات والأواني الفارغة محكمة الإغلاق. وكذلك العثة تستطيع وضع بيضها في أي ركن أو وعاء مهما كان صغيراً، لتزحف بعدها اليرقة إلى المصدر الغذائي المتاح في منطقتها.
أصحاب المنازل عليهم تغطية الأبواب والشبابيك بستائر محكمة حتى لا تدخل الذبابات البالغة من الخارج إلى الداخل. الإجراءات الوقائية مهمة جداً للحماية من الحشرات وتلويثها للأغذية.

### الإبادة
على الرغم من انه لا يظهر بشكل واضح لكن من المحتمل أن المنتجات قد تم تلويثها قبل شرائها من مصدرها. لذلك فإن الفحص الدوري للمنتجات مهم جداً خاصة في أشهر الصيف الحارة حيث تكون الحشرات أكثر نشاطاً. عندما يتم الكشف عن حالة غزو حشرات يجب اتخاذ خطوات معين لإبادتها. هذه الإبادة هي عملية طويلة وقد تبقى الحشرات مرئية ولو بأعداد ضئيلة، لعدة أسابيع. ويجب إزالة جميع المنتجات المتضررة والغير متضررة عن الرفوف ويجب مسحها وتنظيفها بمكنسة الكهرباء. بعدها تزال الطبقة التي تحوي على التلوث وترمى. يجب التأكد أن كل المنتجات يتم تفتيشها، وخاصة النادرة البيع والاستخدام. المنتجات المغزوة يجب إما التخلص منها أو غليها أو تبريدها لقتل الحشرات. قبل الرمي يجب نزع الطبقة المتضررة للتاكد من عدم إعادة الغزو وانتشاره. التفريز لثلاثة أو أربعة أيام أو الغلي بدجة 130 إلى 140 درجة فهرنهايت أو 30 إلى 40 درجة مئوية يطهر المنتج من الوباء. نباتات الزينة المستخدمة للديكور والتي توضع بجانب المنتجات الغذائية في المتاجر تجذب عدداً أكبر من الحشرات، حيث تتغذى عليها الحشرات حتى تصل إلى المنتجات الغذائية. هذه الأشياء أيضاً يجب تعقيمها إما بالغلي أو التجميد. وينصح بتنظيف المنطقة التي أزيل منها الغذاء الفاسد بشكل جيد. استخدام الأمونيا أو مواد التبيض في التنظيف لا يعطي نتائج أفضل بكثير في إبادة الوباء. استخدام المكنسة الكهربائية في التنظيف خاصة في الزوايا والمناطق المخفية التي ممكن أن تختبئ فيها الحشرات يقلل فرصة الغزو من جديد لهذه المنطقة. ولأن تلك المناطق قد يخزن فيها الغذاء من جديد فليس من المناسب استخدام مبيدات الحشرات في الإبادة. فقد تترك المبيدات آثاراً وترسبات تلوث المنتجات الغذائية. وطالما دخلت الحشرات إلى داخل الأوعية لا داع أصلاً لاستخدام المبيدات لأنها لن تفيد في شيء. في الحالات التي يكون فيها التفشي شديد ويكون المبيد الحشري هو الحل الأفضل لاحتواء المشكلة، يجب الاتصال باختصاصي مباشرةً. لا تستخدم المبيدات في منطقة فيها غذاء مخزن للاستهلاك البشري أو الحيواني. حيث ممكن أن يظهر تلوث أو أمراض حالات أخرى صعبة. التخزين الملائم والحافاظ على النظافة هي الطرق الوحيدة للوقاية من غزو الحشرات. أي أن تعزيز الصحة العامة هو المفتاح للوقاية والإبادة.

## خاتمة
إذا وجدت هذه الحشرات وهي تغزو المنتجات المخزنة، ليس بالضرورة أن تكون غلطة المنتِج أو المخزن. على الرغم من أن بعض الإصابات لا تكون نتيجة خطأ المستهلك، إلا أن المنتجون ملزمون بمستويات الكشف من إدارة الأغذية والأدوية للتأكد من أن منتجاتهم لا تحوي كميات أكثر من المسموحة من أجزاء الحشرات أو اليرقات. إذا حدث انتشار لحشرات في منتجات ولا يكون ذلك نتيجة خطأ من المستهلك يتم استدعاء عالم الحشرات القضائي مباشرة ليحكم بالمناسب للقضية. مجدداً لا ينبغي الافتراض أن هذه الأنواع الخمسة فقط المذكورة هي الوحيدة التي تتواجد في غرف المؤن في المنازل، لكن لوجود العدد الكبير جداً منها فإن هذه الأنواع الخمسة ممكن أن يستدل منها بأمان احتمالية ان يكون أحدها هو الموجود بالمنزل. علم الحشرات هو علم ضروري ليس فقط لمهمات الحكومة أو إدارة الأغذية إنما للصالح العام، فهو يدخل في الاستهلاك اليومي للغذاء.
أنواع أخرى من أوبئة المنتجات المخزنة ممكن أن تكون:
- سوسة الأرز Sitophilus oryzae
- سوسة الذرة Sitophilus zeamais
- دودة الطحين الصفراء Tenebrio molitor
- خنفساء الطحين الحمراء Tribolium castaneum
- خنفساء الطحين الفوضوية Tribolium confusum
- خنفساء العنكبوتية Mezium americanum
- خنفساء السجاد Attagenus pelio
- خنفساء السجاد السوداء Attagenus unicolor
- خنفساء السجاد المتغيرة Anthrenus verbasci
- خنفساء المفروشات Anobium punctatum
- خنفساء الملحمة Dermestes lardarius
- خنفساء Khapra Trogoderma granarium
- الحشرة الثقابة للحبوب Rhyzopertha dominica
- عثة الطحين الهندية Plodia interpunctella
- عثة الطحين Pyralis farinalis
- خنفساء الطحين المتلفة Tribolium destructor
- خنفساء الحبوب بأسنان منشارية Oryzaephilus surinamensis
- خنفساء متجر الحبوب Oryzaephilus mercator
- خنفساء العنكبوت الأسترالية Ptinus tectus
- خنفساء العنكبوت الذهبية  Niptus hololeucus
- خنفساء لحم الخنزير الحمراء الأرجل  Necrobia rufipes
- خنفساء البسكويت  Stegobium paniceum
- خنفساء السجائر Lasioderma serricorne
- خنفساء Cadelle Tenebroides mauritanicus
- خنفساء الاختباء Dermestes maculatus
- خنفساء المستودع Trogoderma variabile
- عثة الملابس Tineola bisselliella
- عثة البساط Trichophaga tapetzella
- عثة Agoumois Sitotroga cerealella
- عثة الخمر Oinophila v-flavum
- عثة الطاحونة Ephestia kuehniella
- سوس الطحين Acarus siro
- السمكة الفضية Lepisma saccharina
- صرصار الليل Acheta domesticus

## قراءات أخرى
Robinson, W. H. 2008 Urban Insects and Arachnids A Handbook of Urban Entomology* Cambridge University Press ISBN 978-0-521-81253-5-ISBN 0-521-81253-4 متوفر أيضاً بصيغة كتاب إلكتروني

## وصلات خارجية
- عثة الطحين الهندية جامعة فلوريدا /خدمات إدارة الاغذية
- خنفساء الطحين الحمراء والفوضوية جامعة فلوريدا /خدمات إدارة الاغذية
- أوبئة الأغذية المخزنة جامعة فلوريدا /خدمات إدارة الاغذية
- أكثر الأسئلة طرحاً
- مكتبة الأوبئة والأمراض